# Eva Cristina di Württemberg

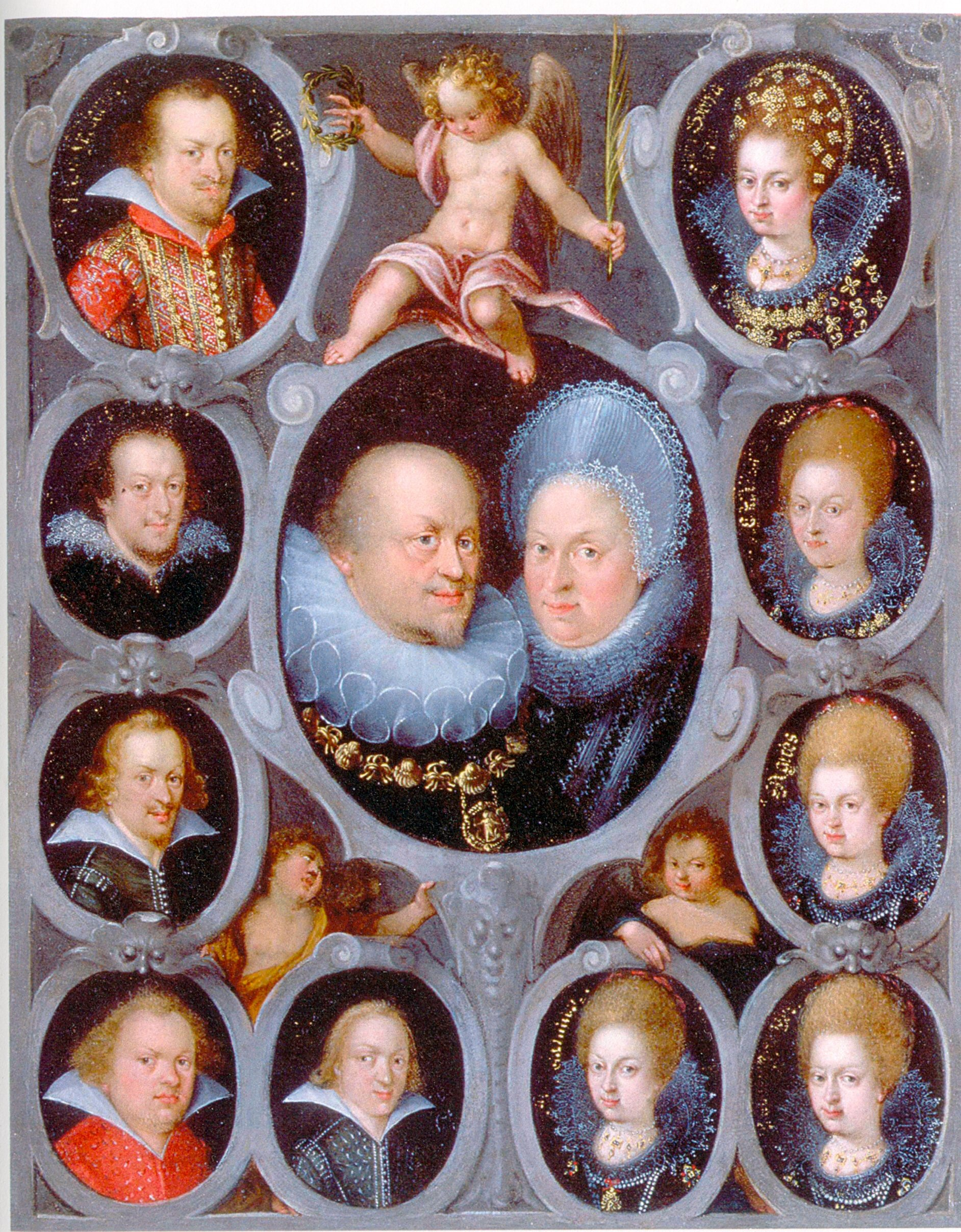
Eva Cristina con i genitori e i fratelli

Eva Cristina di Württemberg (Stoccarda, 16 maggio 1590 – Dresda, 5 aprile 1657) era figlia di Federico I di Württemberg e di Sibilla di Anhalt. Le venne dato il nome della zia paterna, morta a diciassette anni nel 1575.

## Biografia
Venne data in sposa a Giovanni Giorgio del Brandeburgo, secondo figlio maschio dell'Elettore Gioacchino Federico di Brandeburgo. Il matrimonio venne celebrato a Jögerndorf il 13 giugno 1610 e la rese duchessa di Jägerndorf, titolo che mantenne fino al 16 dicembre 1577, giorno in cui morì il marito.
Dal matrimonio nacquero cinque figli:
- Caterina Sibilla (Jägerndorf, 4 ottobre 1611-Jägerndorf, 21 marzo 1612);
- Giorgio (Jägerndorf, 10 febbraio 1613-Berlino, 20 novembre 1614);
- Alberto (20 agosto 1614-10 febbraio 1620);
- Caterina Sibilla (21 ottobre 1615-Berlino, 22 ottobre 1615);
- Ernesto (Jägerndorf, 18 gennaio 1617-Berlino, 4 ottobre 1642).

Solo l'ultimo figlio riuscì però a raggiungere l'età adulta.

## Ascendenza
|                                     |                              |                                | Genitori                     |  |  | Nonni |  |  | Bisnonni              |  |  | Trisnonni               |  |
|                                     |                              |                                |                              |  |  |       |  |  | Enrico di Württemberg |  |  | Ulrico V di Württemberg |  |
|                                     |                              |                                |                              |  |  |       |  |  | Enrico di Württemberg |  |  | Ulrico V di Württemberg |  |
|                                     |                              | Elisabetta di Baviera-Landshut |                              |  |  |       |  |  | Enrico di Württemberg |  |  |                         |  |
| Giorgio I di Württemberg-Mömpelgard |                              |                                |                              |  |  |       |  |  | Enrico di Württemberg |  |  |                         |  |
|                                     |                              | Eva di Salm                    | …                            |  |  |       |  |  |                       |  |  |                         |  |
|                                     |                              | Eva di Salm                    | …                            |  |  |       |  |  |                       |  |  |                         |  |
|                                     |                              | Eva di Salm                    | …                            |  |  |       |  |  |                       |  |  |                         |  |
| Federico I di Württemberg           |                              | Eva di Salm                    |                              |  |  |       |  |  |                       |  |  |                         |  |
|                                     |                              | Filippo I d'Assia              | Guglielmo II d'Assia         |  |  |       |  |  |                       |  |  |                         |  |
|                                     |                              | Filippo I d'Assia              | Guglielmo II d'Assia         |  |  |       |  |  |                       |  |  |                         |  |
|                                     |                              | Filippo I d'Assia              | Anna di Meclemburgo-Schwerin |  |  |       |  |  |                       |  |  |                         |  |
| Barbara d'Assia                     |                              | Filippo I d'Assia              |                              |  |  |       |  |  |                       |  |  |                         |  |
|                                     |                              | Cristina di Sassonia           | Giorgio di Sassonia          |  |  |       |  |  |                       |  |  |                         |  |
|                                     |                              | Cristina di Sassonia           | Giorgio di Sassonia          |  |  |       |  |  |                       |  |  |                         |  |
|                                     |                              | Cristina di Sassonia           | Barbara Jagellona            |  |  |       |  |  |                       |  |  |                         |  |
| Eva Cristina di Württemberg         |                              | Cristina di Sassonia           |                              |  |  |       |  |  |                       |  |  |                         |  |
|                                     | Giovanni II di Anhalt-Dessau | …                              |                              |  |  |       |  |  |                       |  |  |                         |  |
|                                     | Giovanni II di Anhalt-Dessau | …                              |                              |  |  |       |  |  |                       |  |  |                         |  |
|                                     | Giovanni II di Anhalt-Dessau | …                              |                              |  |  |       |  |  |                       |  |  |                         |  |
| Gioacchino Ernesto di Anhalt        | Giovanni II di Anhalt-Dessau |                                |                              |  |  |       |  |  |                       |  |  |                         |  |
|                                     |                              | Margherita di Brandeburgo      | Gioacchino I di Brandeburgo  |  |  |       |  |  |                       |  |  |                         |  |
|                                     |                              | Margherita di Brandeburgo      | Gioacchino I di Brandeburgo  |  |  |       |  |  |                       |  |  |                         |  |
|                                     |                              | Margherita di Brandeburgo      | Elisabetta di Danimarca      |  |  |       |  |  |                       |  |  |                         |  |
| Sibilla di Anhalt                   |                              | Margherita di Brandeburgo      |                              |  |  |       |  |  |                       |  |  |                         |  |
|                                     |                              | Wolfgang von Barby             | …                            |  |  |       |  |  |                       |  |  |                         |  |
|                                     |                              | Wolfgang von Barby             | …                            |  |  |       |  |  |                       |  |  |                         |  |
|                                     |                              | Wolfgang von Barby             | …                            |  |  |       |  |  |                       |  |  |                         |  |
| Agnese di Barby-Mühlingen           |                              | Wolfgang von Barby             |                              |  |  |       |  |  |                       |  |  |                         |  |
|                                     |                              | …                              | …                            |  |  |       |  |  |                       |  |  |                         |  |
|                                     |                              | …                              | …                            |  |  |       |  |  |                       |  |  |                         |  |
|                                     |                              | …                              | …                            |  |  |       |  |  |                       |  |  |                         |  |
|                                     |                              | …                              |                              |  |  |       |  |  |                       |  |  |                         |  |